# Tom Boonen
Tom Boonen, född 15 oktober 1980 i Mol i Belgien, är en belgisk före detta proffscyklist, känd som spurtspecialist. Han var också duktig på endagslopp och klassiker.

## Karriär
Tom Boonen blev trea på Paris-Roubaix 2002 efter Johan Museeuw och Steffen Wesemann. Han tävlade då för det amerikanska stallet US Postal Service. Den flamländska cyklisten Johan Museeuw gjorde en ensam utbrytning för att vinna tävlingen. Boonens stallkamrat George Hincapie hade vurpat på ett halt område och Boonen fick på grund av det chansen att själv göra ett så bra resultat som möjligt. Boonen var dock inte helt nöjd med att tävla för US Postal Service eftersom han inte tyckte att de gav honom tillräckligt mycket utrymme att försöka göra egna resultat. Boonen hade ett tvåårskontrakt med US Postal Service, men valde själv att bryta kontraktet efter ett år. Inför säsongen 2003 gick han över till det belgiska stallet Quick Step-Innergetic. Det första året i stallet gick dock inte som planerat med anledning av trötthet och en knäskada.
Under säsongen 2004 kom resultaten och han vann E3 Prijs Vlaanderen, klassikern Gent-Wevelgem och Grote Scheldeprijs. Boonen vann också två etapper i Tour de France, bland annat den prestigefyllda sista etappen på Champs-Élysées, precis som barndomsidolen Johan Museeuw hade gjort tidigare. Under 2005 vann Boonen bland annat Paris-Roubaix och Flandern runt samt blev världsmästare i linjelopp framför Alejandro Valverde och Anthony Geslin. Boonen blev historisk genom att vara den förste cyklisten som vunnit alla tre tävlingarna under samma säsong. Han blev också förste belgare att bära den regnbågsfärgade världsmästartröjan sedan Johan Museeuws världsmästartitel 1996. Boonen slutade året som tvåa på UCI ProTours slutrankning.
Under Tour de France 2005 vann Boonen etapperna två och tre. Han fick ta på sig den gröna poängtröjan efter segern på den andra etappen men tvingades avsluta sin satsning på tröjan efter etapp 11 efter flera olyckor. I stället tog norrmannen Thor Hushovd över tröjan och bar den till målet i Paris.

### 2006
I början av säsongen 2006 vann Boonen Tour of Qatar samt fyra etapper. Boonen vann återigen Flandern runt 2006, men formen försvann inför Belgien runt. Boonen vann inte heller några etapper på Tour de France 2006 utan fick se sig utklassad av Robbie McEwen och Oscar Freire. Han fick dock för första gången i sin karriär bära den gula ledartröjan under fyra dagar innan tempospecialisten Sergej Gontjar tog över den. Boonen klev av tävlingen under den 15:e etappen mellan Gap och Alpe d'Huez då han, enligt stallchefen, hade tappat i vikt under loppets gång. Han fick därför vila och ökade i vikt.
Boonen kom tillbaka till augusti månads Eneco Tour of Benelux i form och vann tre etapper. Han kunde dock inte återerövra världsmästartiteln som i stället gick till hans stallkamrat i Quick Step-Innergetic Paolo Bettini.

### 2007
Boonen började säsongen 2007 bra och vann fem etapper på Tour of Qatar och slutade tvåa bakom stallkamraten Wilfried Cretskens i sammanställningen. 
I mars 2007 vann han Kuurne-Bryssel-Kuurne och E3 Prijs Vlaanderen. Tom Boonens vårsäsong 2007 blev dock inte riktigt som cyklisten hade hoppats på eftersom han fick magproblem och formen kunde ha varit bättre. Boonen vann därför ingen av vårklassikerna men slutade dock sexa på Paris-Roubaix, mindre än en minut efter vinnaren Stuart O'Grady. Han slutade också på tredje plats i Milano-San Remo.
Boonen vann etapperna 6 och 12 på Tour de France 2007 och vann den gröna poängtröjan sammanlagt. Det blev Belgiens första gröna poängtröja sedan 1988. Varken Alessandro Petacchi eller Robbie McEwen var med vilket möjligtvis förenklade segern.

### 2008

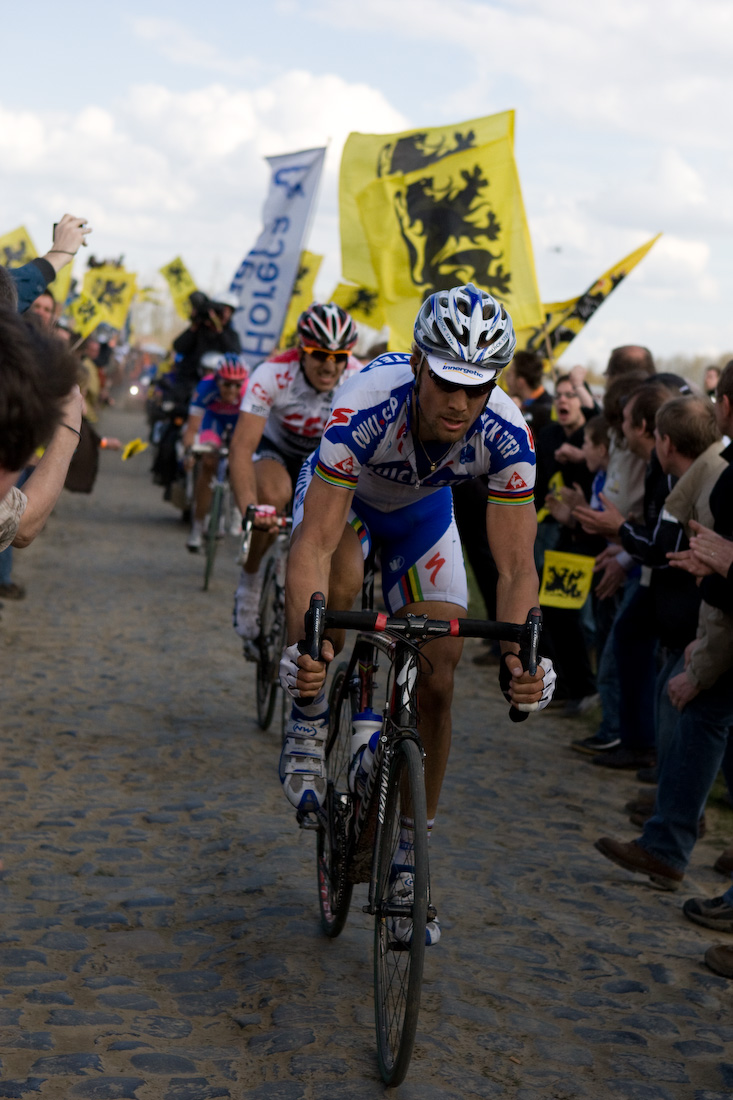
Tom Boonen drar före Fabian Cancellera under Paris-Roubaix 2008.

Säsongen 2008 började på bästa tänkbara sätt när Boonen vann Tour of Qatar sammanlagt. Han blev också tävlingens bästa sprinter. Under tävlingen vann han tre etapper och hans stall Quick Step-Innergetic vann det inledande lagtempoloppet. Några veckor senare vann Boonen etapp två på Tour of California.
I april vann Boonen Paris-Roubaix strax före bland annat Fabian Cancellara och Alessandro Ballan. Tre dagar senare slutade han tvåa efter britten Mark Cavendish i Scheldeprijs Vlaanderen. I början av juni vann Boonen den femte etappen av Belgien runt.
Den 10 juni 2008 gick dagstidningen Het Laatste Nieuws ut med nyheten att Tom Boonen hade testats positiv för kokain den 25 maj,  tre dagar innan Belgien runt. Kokain räknas inte som dopning inom cykelsporten om det sker utanför tävlingssammanhang och cyklisten klarade sig därför utan avstängning. Hans stall Quick Step-Innergetic fortsatte ha förtroende för honom och förlängde även belgarens kontrakt med stallet med tre år.. Tävlingarna Schweiz runt och Tour de France sade snart efter det att informationen om det positiva kokaintestet bekräftats att Boonen inte var välkommen att cykla tävlingarna det året.
Dagarna innan det positiva testet med spår av kokain hade Boonen blivit stoppad av polisen på grund av en fortkörning, och det visade sig att belgaren inte endast hade kört för fort utan också att varit påverkad av alkohol. Redan tidigare under året hade Tom Boonen kört för fort och fick för det betala 412.50 euro i böter och fick körkortet indraget i 31 dagar. För fortkörningen när han varit påverkad av alkohol fick han böter på 1100 euro och körkortet blev indraget under 31 dagar.
Den 20 juni 2008 vann Boonen etapp 4 av Ster Elektrotoer i en spurt framför landsmannen Wouter Weylandt och ryssen Nikolaj Trusov. I juli vann han den sjunde och avslutande etappen av Österrike runt. Senare samma månad vann han etapp 1 av Tour de Wallonie. Boonen vann även etapp 1 av Eneco Tour före Daniele Bennati och Fabio Sabatini. Två dagar senare slutade Boonen tvåa på etapp 3 efter Bennati. Dagen därpå vann Boonen den fjärde etappen före Kenny Van Hummel och Edvald Boasson Hagen.
I början av september vann Tom Boonen den andra etappen av Vuelta a España framför spurtarna Daniele Bennati och Erik Zabel. Han fortsatte tävlingen genom att vinna etapp 16. Senare under säsongen vann belgaren etapp 1 av Circuit Franco-Belge.

### 2009

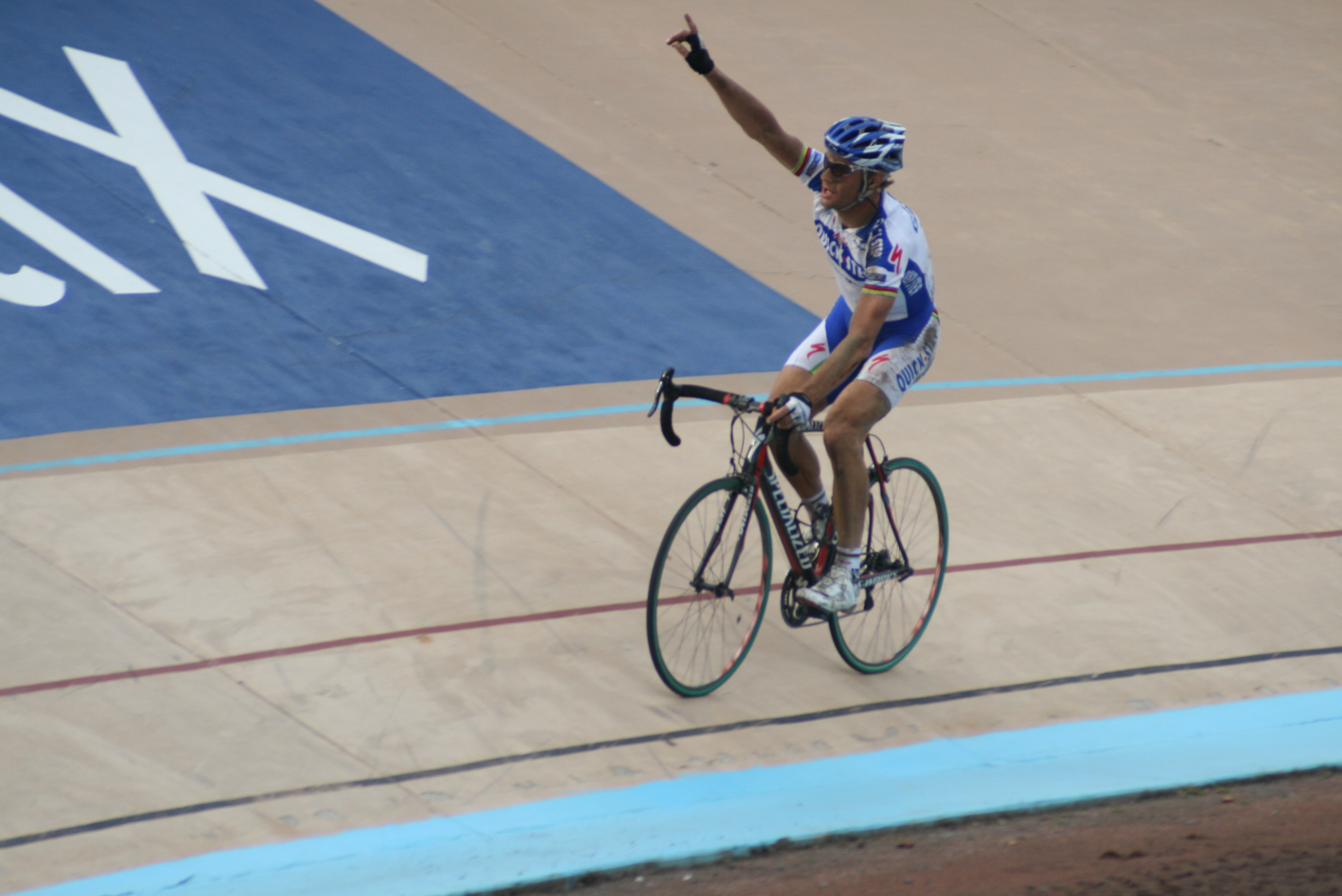
Tom Boonen signalerar för sin tredje seger i Paris-Roubaix 2009.

Boonen tog sin första seger 2009 när han vann Tour of Qatars tredje etapp framför italienaren Danilo Napolitano och belgaren Jürgen Roelandts. I slutet av tävlingen stod det klart att Boonen hade vunnit sammandraget med åtta sekunder före den tyske cyklisten Heinrich Haussler.
Boonen slutade tvåa på etapp 4 av Tour of California bakom Mark Cavendish, och även på etapp 5 slutade han tvåa bakom britten. Den 1 mars vann han semiklassikern Kuurne-Bryssel-Kuurne före Bernhard Eisel och Jeremy Hunt. Boonen slutade också trea i Dwars door Vlaanderen bakom landsmännen Kevin Van Impe och Niko Eeckhout.
I april 2009 vann Boonen Paris-Roubaix för tredje gången i sin karriär. En seger som han cyklade hem efter att norrmannen Thor Hushovd olyckligt kraschat i ett kritiskt ögonblick och lämnat Boonen ensam. Han vann tävlingen 47 sekunder före italienaren Filippo Pozzato.
Tom Boonen testades positivt för kokain den 27 april 2009, vilket var andra gången på mindre än ett år. Han blev avstängd av sitt stall Quick Step. Boonen berättade senare samma dag att han druckit för mycket och tappat kontrollen.
| ”            | Jag tror inte jag har problem med kokain, jag får problem när jag dricker för mycket. 364 dagar om året är jag bra. Men om jag dricker för mycket är det som att jag förändras totalt i mitt huvud. | „ |
| – Tom Boonen | |   |

Ytterligare några dagar senare blev det klart att Boonen faktiskt hade testats positivt för kokain tre gånger under sin karriär, den första gången var i slutet av 2007. Quick Step valde att inte sparka cyklisten utan gjorde upp ett program så att belgaren skulle få hjälp att lösa sina problem och få i ordning på sitt liv igen.
Boonen kom tillbaka till tävlandet i juni 2009 och han slutade strax därpå trea på etapp 2 av Critérium du Dauphiné Libéré bakom Angelo Furlan och Markus Zberg. Samtidigt förklarade UCI att de inte tänkte ta upp Boonens kokain-fall innan Tour de France 2009 och det gav honom rätt att delta i tävlingen. Belgaren fick inte köra Tour de France 2008 på grund av att han hade testats positivt för kokain inför tävlingen och det var osäkert om Amaury Sport Organisation (ASO) tänkte bjuda in den belgiske spurtstjärnan. Det blev i juni klart att Boonen inte skulle få delta i tävlingen då Amaury Sport organisation sade att "Boonens image stämmer inte överens med vår". Men efter en lång process fick han till slut delta i loppet.
I juni slutade Boonen på tredje plats på Ster Elektrotoers andra etapp bakom André Greipel och Danilo Napolitano. Han vann också de belgiska nationsmästerskapens linjelopp i juli 2009.
Boonen blev välkommen att cykla Tour de France, men han fick inga tillfällen att göra något riktigt lyckat resultat. Inför etapp 15 blev det klart att Boonen hade lämnat tävlingen, med anledning av att han hade diarré och lidit av illamående.
Boonen slutade på tredje plats på prologen av Eneco Tour bakom Sylvain Chavanel och Tyler Farrar. Han slutade tvåa på etapp 1 innan han vann etapp 3 av Eneco Tour. Boonen slutade på andra plats på etapp 5 av Vuelta a España 2009 bakom André Greipel. Han lämnade tävlingen efter etapp 12 för att kunna förbereda sig inför världsmästerskapen i Mendrisio, Schweiz. Boonen slutade världsmästerskapen på 38:e plats. 
Den 1 oktober slutade Boonen på tredje plats på etapp 1 av Circuit Franco-Belge bakom Tyler Farrar och Danilo Napolitano. Boonen vann etapp 3 av tävlingen. Han slutade tävlingen på andra plats bakom amerikanen Tyler Farrar. Boonen slutade på andra plats på Paris-Tours bakom landsmannen Philippe Gilbert.

### 2010–2011
Säsongerna 2010 och 2011 var inte de mest framgångsrika i belgarens karriär. I början av 2010 tog Boonen tredhe platsen på Tour of Qatar, där han vann två etapper, resultat följdes av en seger på etapp 5 av Tour of Oman. Han vann etapp 2 av Tirreno-Adriatico, innan han slutade tvåa på Milano-San Remo bakom Óscar Freire. Tom Boonen satsade på vårklassikerna den säsongen men fick se sig slagen av Fabian Cancellara i E3 Prijs Vlaanderen–Harelbeke och Flandern runt. Han slutade också på femte plats i Paris-Roubaix. Efter att ha kraschat i Tour of California och Schweiz runt blev Boonen tvungen att stå över större delen av säsongen på grund av seninflammation i knäskålen, bland annat missade han Tour de France, nationsmästerskapen och världsmästerskapen. I oktober kom han tillbaka och körde Circuit Franco-Belge och Paris-Tours.
Även starten av säsongen 2011 började bra, med en första plats på öppningsetappen av Tour of Qatar. Han tog sin enda stora klassikerseger den säsongen på Gent–Wevelgem. Han slutade på fjärde plats på Flandern runt, men var tvungen att avbryta Paris-Roubaix efter ett fall. Boonen kraschade på etapp 5 av Tour de France, trots att han slutade den etappen blev han tvungen att avbryta loppet efter etapp 7. Efter att ha klivit av loppet berättade han att han hade haft svår huvudvärk under de senaste dagarna, vilket troligtvis orsakades av en hjärnskakning. Cyklister som Fabian Cancellara och Carlos Barredo informerade Quick Steps sportdirektör Wilfried Peeters att Boonen var en fara för både sig själv och de andra cyklisterna om han fortsatte loppet. I Vuelta a España senare det året trillade Boonen igen och bröt båtbenet. Skadan gjorde att han blev tvungen att stå över världsmästerskapen i Köpenhamn.

### 2012

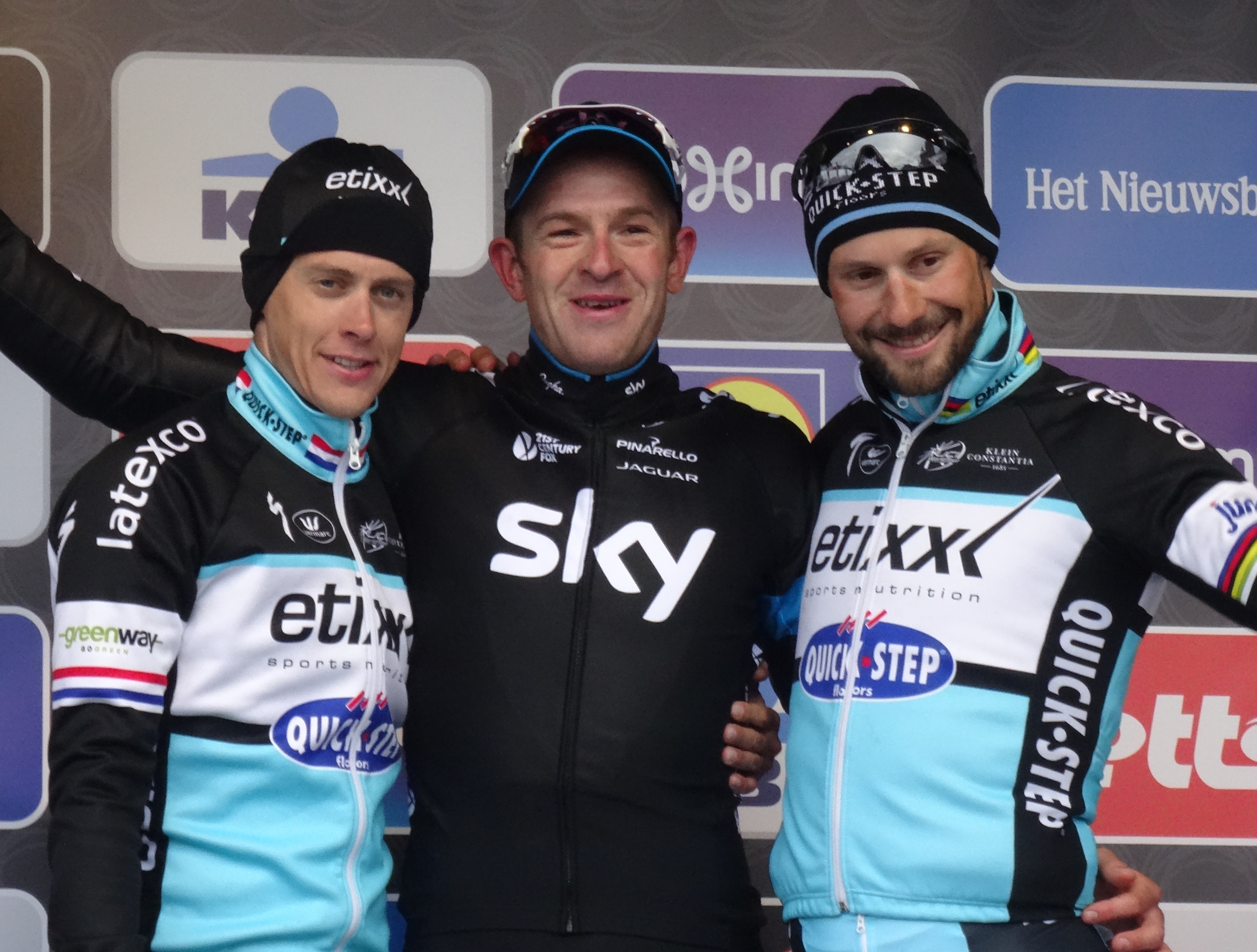
Omloop Het Nieuwsblad 2015 : Niki Terpstra (2), Ian Stannard (1) & Tom Boonen (3).

Säsongen 2012 blev till skillnad från de två föregående åren framgångsrika. Han började säsongen bra med att vinna etapp 7 av det argentinska loppet Tour de San Luis. I februari tog han hem segern i Tour of Qatar, där han också vann två etapper och poängtävlingen. I Omloop Het Nieuwsblad slutade han tvåa bakom Sep Vanmarcke. Nästa tävling den säsongen var Paris-Nice, där han vann etapp 2. Boonen tog sin första seger i en endagstävling på E3 Harelbeke och två dagar senare vann han Gent-Wevelgem. Boonens form gjorde att han var storfavorit till att vinna Flandern Runt, där han vann sprinten framför sina utbrytningskollegor Filippo Pozzato och Alessandro Ballan. Segern blev hans tredje i det loppet, vilket gjorde honom till rekordhållare i Flandern runt tillsammans med Achiel Buysse, Fiorenzo Magni, Eric Leman och Johan Museeuw. Boonen blev den första cyklister att vinna de flamländska kullerstensloppen E3 Harelbeke, Gent–Wevelgem, Flandern runt och Paris–Roubaix under samma säsong. I Roubaix tog han sin fjärde seger, vilket gjorde att han matchade rekordet som hölls av Roger De Vlaeminck (även kallad Mr Roubaix) i 35 år. Genom sina segrar i Flandern runt och Paris-Roubaix blev han den första personen att vinna dubbeln två gånger i karriären.
Efter några svåra år flyttade Tom Boonen hem från Monte Carlo till Belgien i april. Efter Paris-Roubaix tog han ledigt några veckor innan han kom tillbaka till tävlandet i Tour of California.

## Privatliv
Tom Boonen är son till Andre Boonen, som var proffscyklist mellan 1979 och 1984. Han är också kusin till Jasper Melis som var stagiaire, lärling, med QuickStep-Innergetic under 2005.

## Meriter

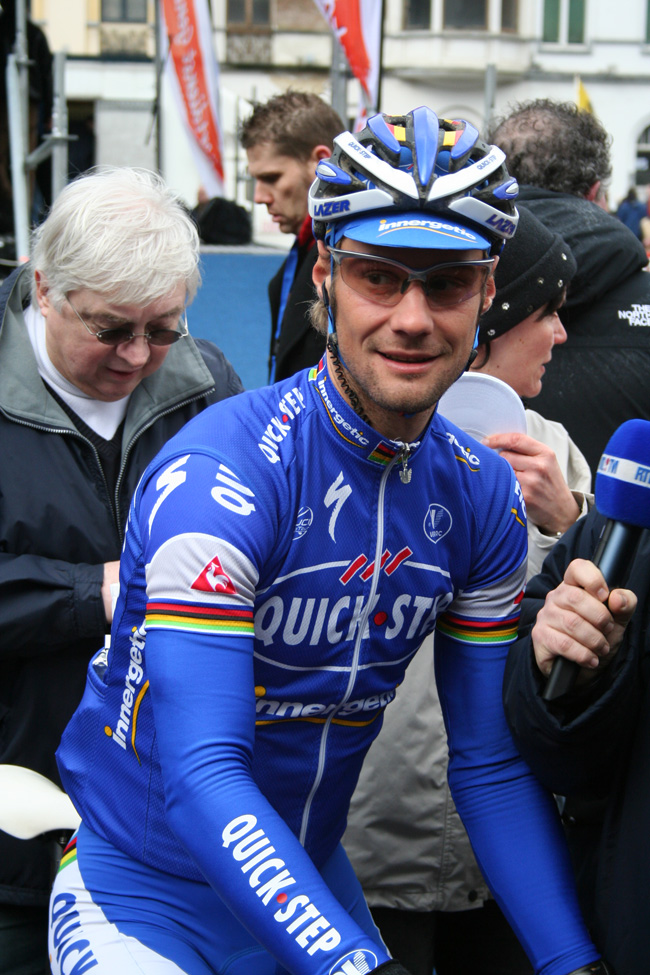
Tom Boonen blir intervjuad inför Omloop Het Volk 2007.

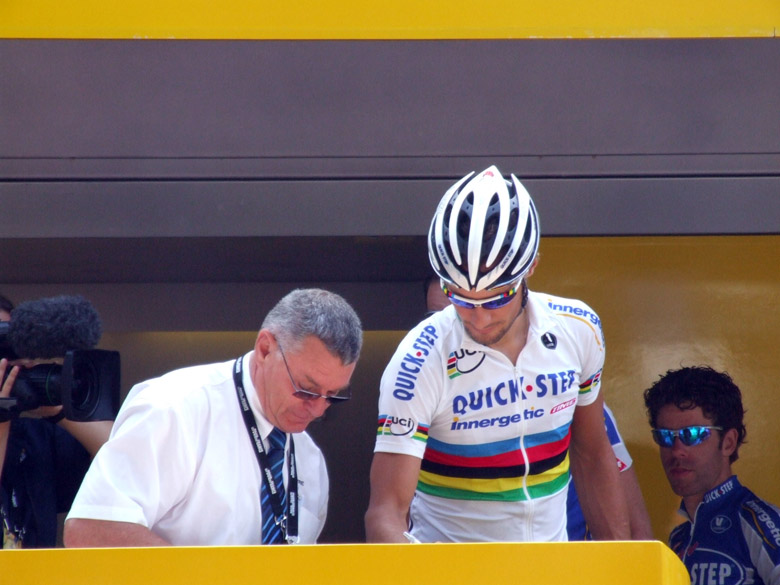
Boonen i världsmästartröjan inför en etapp med start i Tarbes under 2006 års Tour de France.

2002   US Postal Service
Uniqua Classic – etapp 2
Katalonien runt – lagtempolopp
Dernycriterium Wilrijk
2003   Quick Step – Davitamon
Belgien runt – etapp 3
2004   Quick Step – Davitamon
3:a, Tour of Qatar
1:a, Etapp 2
1:a, poängtävlingen
1:a, ungdomstävlingen
Vuelta a Andalucía - etapp 1
E3 Prijs Vlaanderen
Gent-Wevelgem
Grote Scheldeprijs
Tour de Picardie - sammanställning
poängtävlingen
etapp 1
etapp 2
Tyskland runt - etapp 2
Tyskland runt - etapp 7
Ster Elektrotour - prolog
Ster Elektrotour - etapp 1
Tour de France - etapp 6
Tour de France - etapp 20
Draai van de Kaai - Roosendaal
Antwerpen Derny
Omloop Mandel-Leie-Schelde
Tour of Britain - etapp 3
GP Van Steenbergen
Circuit Franco-Belge - etapp 3
Circuit Franco-Belge - etapp 4
2005   Quick Step-Innergetic
Tour of Qatar - poängtävling
Tour of Qatar - etapp 1
Tour of Qatar - etapp 2
Paris-Nice - etapp 1
Paris-Nice - etapp 2
E3 Prijs Vlaanderen
Flandern runt
Paris-Roubaix
Tour de Made
Tour de Picardie - etapp 2
Belgien runt - sammanställning
Belgien runt - etapp 1
Belgien runt - etapp 2
Tour de France - etapp 2
Tour de France - etapp 3
Na Tour Broker Criterium Diksmuide
Acht van Chaam
Na Tour Criterium Herentals
Na Tour Dernyspectakel Antwerpen
 Världsmästerskapens linjelopp
Amstel Curacao Race
2006   Quick Step-Innergetic
Doha International GP
Tour of Qatar - sammanställning
Poängtävlingen
Etapp 1
Etapp 2
Etapp 3
Etapp 4
Vuelta a Andalucía - etapp 5
Paris-Nice - etapp 1
Paris-Nice - etapp 2
Paris-Nice - etapp 4
E3 Prijs Vlaanderen
Flandern runt
2:a, Paris-Roubaix
Grote Scheldeprijs
Belgien runt - etapp 2
Belgien runt - etapp 3
Veenendaal–Veenendaal
Schweiz runt - etapp 1
Eneco Tour of Benelux - etapp 1
Eneco Tour of Benelux - etapp 3
Eneco Tour of Benelux - etapp 5
Tour of Britain - etapp 6
2007   Quick Step-Innergetic
2:a, Tour of Qatar
Poängtävlingen
Etapp 1 (lagtempolopp)
Etapp 2
Etapp 3
Etapp 4
Etapp 6
Vuelta a Andalucía - etapp 4
3:a, Omloop Het Volk
Kuurne-Bryssel-Kuurne
3:a, Milano-San Remo
Dwars door Vlaanderen
E3 Prijs Vlaanderen
 Tour de France – Poängtävlingen
Tour de France - etapp 6
Tour de France 2007 - etapp 12
2008   Quick Step-Innergetic
Tour of Qatar - sammanställning
Poängtävlingen
Etapp 1 (lagtempolopp)
Etapp 2
Etapp 3
Etapp 6
Tour of California - etapp 2
Paris-Roubaix
Etapp 5, Belgien runt
Etapp 3, Ster Elektrotoer
Etapp 7, Österrike runt
Tour de Wallonie - etapp 1
Eneco Tour - etapp 1
Eneco Tour - etapp 4
Vuelta a España - etapp 2
Vuelta a España - etapp 16
Etapp 1, Circuit Franco-Belge
2009   Quick Step
Tour of Qatar - sammanställning
Etapp 3, Tour of Qatar
Kuurne-Bryssel-Kuurne
Paris-Roubaix
 Nationsmästerskapens linjelopp
Eneco Tour - etapp 3
Circuit Franco-Belge - etapp 3
2010   Quick Step
Etapp 3, Tour of Qatar
Etapp 5, Tour of Qatar
Etapp 5, Tour of Oman
Etapp 2, Tirreno-Adriatico

## Stall
- US Postal Service 2002
- Quick Step 2003–